# Rhorus corsicator
Rhorus corsicator är en stekelart som beskrevs av Aubert 1988. Rhorus corsicator ingår i släktet Rhorus och familjen brokparasitsteklar. Inga underarter finns listade i Catalogue of Life.